# رنو ول ساتیس
رنو ول ساتیس (Renault Vel Satis) خودرویی است که در سال‌های ۲۰۰۱ تا ۲۰۰۹(۶۲٬۲۰۱ built)در فرانسه تولید شده‌است. طراحی آن خودروهای موتور جلو-محور جلو بوده طول آن در حالت طبیعی ۴٬۸۶۰ میلیمتر (۱۹۱٫۳ اینچ)، عرض آن در حالت طبیعی ۱٬۸۶۰ میلیمتر (۷۳٫۲ اینچ)، ارتفاع آن در حالت طبیعی ۱٬۵۸۰ میلیمتر (۶۲٫۲ اینچ) و وزن آن در حالت طبیعی ۱٬۷۳۵ کیلوگرم (۳٬۸۲۵ پوند) است.